# Sus, Pyrénées-Atlantiques
Sus är en kommun i departementet Pyrénées-Atlantiques i regionen Nouvelle-Aquitaine i sydvästra Frankrike. Kommunen ligger i kantonen Navarrenx som tillhör arrondissementet Oloron-Sainte-Marie. År 2022 hade Sus 383 invånare.

## Befolkningsutveckling
Antalet invånare i kommunen Sus
| Referens: INSEE |